# Uddingston

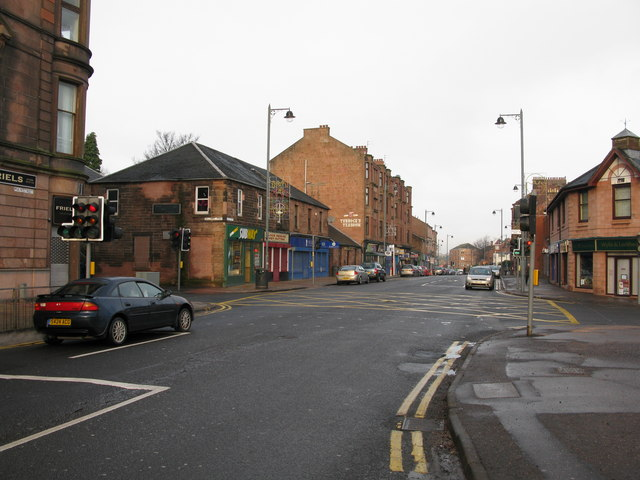
Gatkorsning i Uddingston.

Uddingston är ett mindre samhälle i South Lanarkshire, Skottland, på norra sidan av floden Clyde, sydost om Glasgow.
Största arbetsgivaren är Tunnock's som tillverkar bakelser och kakor. Tidigare fanns det kolbrytning i en gruva ägd av Uddingston Colliery. Den 28 maj 1887 inträffade en explosion i koldammet varvid 73 personer dog. Gruvan är numera nedlagd. 
I Uddingston kan man spela golf på Calderbraes Golf Club, kricket, tennis och rugby.

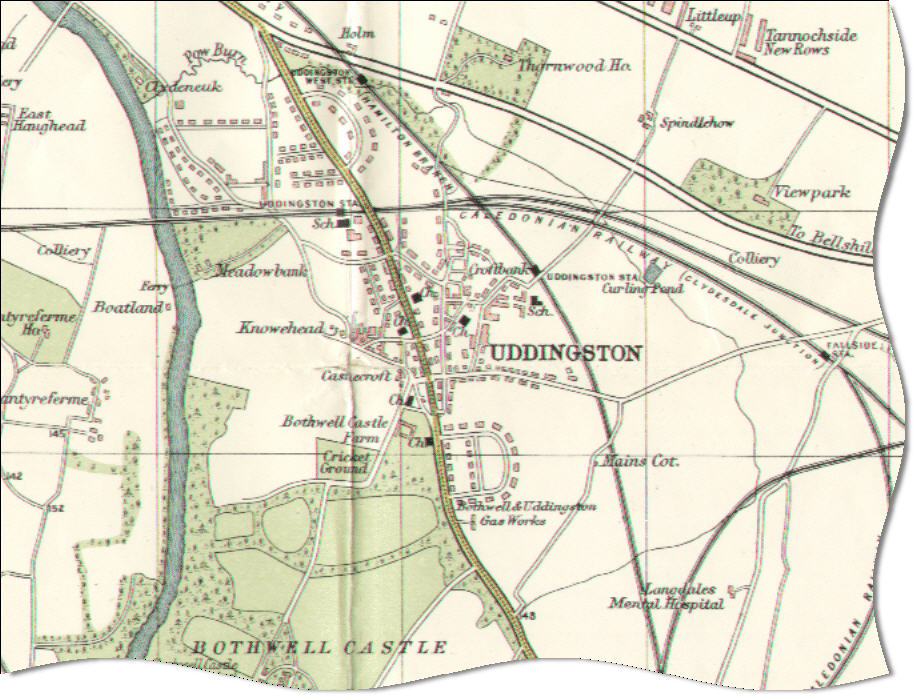
Karta från 1923

Närmaste sevärdhet är ruinen av slottet Bothwell, som hade ett strategiskt läge och bevakade flodövergången av Clyde.